# Lycaeides calliopides
Lycaeides calliopides är en fjärilsart som beskrevs av Ruggero Verity 1919. Lycaeides calliopides ingår i släktet Lycaeides och familjen juvelvingar. Inga underarter finns listade i Catalogue of Life.